# Варненська вулиця (Київ)
Ва́рненська ву́лиця — зникла вулиця, що існувала в Ленінградському районі (нині — Святошинський) міста Києва, село Микільська Борщагівка. Проходила від вулиці Миколи Трублаїні. 

## Історія
Виникла в 1-й половині XX століття, мала назву вулиця Димитрова. Назву Варненська вулиця набула 1974 року, на честь болгарського міста Варна. 
Ліквідована в 1980-х роках під час знесення старої забудови села Микільська Борщагівка та будівництва житлового масиву Південна Борщагівка.